# Карімжанов Нуржан Минжасарули
Карімжанов Нуржан Минжасарули (30 травня 1980, Шантобе, Акмолинська область, КРСР) — казахський боксер, учасник двох Олімпійських ігор.

## Спортивна кар'єра
Нуржан Карімжанов входив до складу збірної Казахстану з 1998 року.
1999 року став чемпіоном Азії в легкій вазі.
На Олімпійських іграх 2000 переміг Артура Геворгяна (Вірменія) і Майкла Катсидіса (Австралія), але в чвертьфіналі зазнав дострокової поразки від Андрія Котельника (Україна).
Після Олімпіади 2000 Карімжанов піднявся в першу напівсередню вагу. 2001 року переміг на Східно-азійських іграх, а 2002 року — на Азійських іграх, здолавши у фіналі Асгар Алі Шаха (Пакистан).
2003 року на Афро-Азійських іграх отримав бронзову медаль, програвши в півфіналі Віджендеру Сінґху (Індія), а на чемпіонаті світу в другому бою програв Манусу Бунжумнонгу (Таїланд) — 11-21.
На Олімпійських іграх 2004 переміг Хуана де Діос Наварро (Мексика) і Хіхам Навіл (Марокко), але програв, як і на минулій Олімпіаді, в чвертьфіналі Борісу Георгієву (Болгарія) — 18-20.